# Abolboda macrostachya
Abolboda macrostachya là một loài thực vật hạt kín trong họ Hoàng đầu. Loài này được Spruce ex Malme mô tả khoa học đầu tiên năm 1901.